# Provincia de Flandes Occidental
La provincia de Flandes Occidental (en neerlandés: West-Vlaanderen, en francés: Flandre occidentale) es la más occidental de las provincias belgas. Su capital es la ciudad de Brujas (neerlandés: Brugge).
Limita septentrionalmente con el mar del Norte, al noreste con los Países Bajos, al este con la provincia de Flandes Oriental, al sudeste con la de Henao y al sur y al oeste con Francia.
Su superficie es de 3144 km² y está dividida a efectos administrativos en ocho distritos (arrondissementen), los cuales están divididos en 64 municipios (gemeenten o communes).
La costa belga del mar del Norte, un importante destino turístico en Bélgica, está enteramente situada en Flandes Occidental. Existe una línea de tranvía a lo largo de la costa: De Panne – Oostende (Ostende) – Knokke-Heist.

## Distritos de Flandes Occidental
- Arrondissement de Brujas
- Arrondissement de Dixmuda
- Arrondissement de Ypres
- Arrondissement de Cortrique
- Arrondissement de Ostende
- Arrondissement de Roeselare
- Arrondissement de Tielt
- Arrondissement de Veurne

## Municipios de Flandes Occidental
| 1. Alveringem 2. Anzegem 3. Ardooie 4. Avelgem 5. Beernem 6. Blankenberge 7. Bredene 8. Brugge (Brujas) 9. Damme 10. De Haan 11. De Panne 12. Deerlijk 13. Dentergem 14. Diksmuide 15. Gistel 16. Harelbeke | 17. Heuvelland 18. Hooglede 19. Houthulst 20. Ichtegem 21. Ieper (Ypres) 22. Ingelmunster 23. Izegem 24. Jabbeke 25. Knokke-Heist 26. Koekelare 27. Koksijde 28. Kortemark 29. Kortrijk (Cortrique) 30. Kuurne 31. Langemark-Poelkapelle 32. Ledegem | 33. Lendelede 34. Lichtervelde 35. Lo-Reninge 36. Menen 37. Mesen 38. Meulebeke 39. Middelkerke 40. Moorslede 41. Nieuwpoort 42. Oostende (Ostende) 43. Oostkamp 44. Oostrozebeke 45. Oudenburg 46. Pittem 47. Poperinge 48. Roeselare | 49. Ruiselede 50. Spiere-Helkijn 51. Staden 52. Tielt 53. Torhout 54. Veurne 55. Vleteren 56. Waregem 57. Wervik 58. Wevelgem 59. Wielsbeke 60. Wingene 61. Zedelgem 62. Zonnebeke 63. Zuienkerke 64. Zwevegem |